# 小行星7897
小行星7897（7897 Bohuška）是一颗绕太阳运转的小行星，为主小行星带小行星。该小行星于1995年3月12日发现。

## 轨道参数
小行星7897的轨道半长轴为3.0721543 UA，离心率为0.202。